# Teatr Muzyczny w Łodzi
Teatr Muzyczny w Łodzi (dawniej Teatr Muzyczny Lutnia) – łódzki teatr muzyczny w repertuarze którego znajdują się klasyczne operetki i nowoczesne musicale.

## Historia
Operetka Łódzka powstała w 1945 roku pod dyrekcją Władysława Szczawińskiego. Zespół teatru utworzyli artyści Teatru Komedii Muzycznej Lutnia z Wilna, którzy przybyli do Łodzi wiosną tegoż roku.
Pierwszą siedzibą teatru był budynek przy ul. Nawrot 27 (siedziba kościoła baptystów wykorzystywana jako świetlica milicyjna). Tam też (3 listopada) odbyło się pierwsze przedstawienie – premiera komedii muzycznej pt. Podwójna Buchalteria A. Grunna. Kilka miesięcy później przeniesiono teatr do dawnego gmachu Łódzkiego Męskiego Towarzystwa Śpiewaczego przy ul. Piotrkowskiej 243. Pierwsza premiera w budynku „Lutni” przy ul. Piotrkowskiej odbyła się 23 marca 1946 roku (wystawiono Króla włóczęgów Rudolfa Frimla). Gmach „Lutni” był siedzibą teatru do chwili przekazania aktorom obecnej sceny (1964), choć już w 1958 roku w niewykończonej sali budowanej operetki przy ul. Północnej wystawiono musical Kiss me, Kate! Cole’a Portera.
Władysław Szczawiński kierował teatrem do końca życia (1950). W 1951 roku teatr uzyskał status Państwowej Operetki Łódzkiej.
Pierwsza premiera w nowej, ukończonej siedzibie przy ul. Północnej odbyła się 17 lipca 1964 roku. Wystawiono Ułanów księcia Józefa Zygmunta Wiehlera. Teatrowi nadano nazwę: „Teatr Muzyczny”.
W roku 2011 zakończono trwający od 2007 generalny remont budynku Teatru Muzycznego.

## Spektakle (wybór; alfabetycznie)
- Aj waj!, czyli historie z cynamonem Rafała Kmity
- Baron cygański Johanna Straussa
- Can Can Cole’a Portera
- Człowiek z La Manchy Mitchella Leigha
- Dracula Jakub Lubowicz
- Dziewczyna szeryfa George’a Gershwina
- Jesus Christ Superstar Andrew Lloyd Webbera
- Kiss me, Kate! Cole’a Portera
- Kobieta z wydm (według powieści Kōbō Abe)
- Kraina uśmiechu Franza Lehára
- Księżniczka czardasza Imre Kálmána
- Księżycowy poemat Henryka Czyża
- Les Misérables  Claude-Michela Schönberga
- My Fair Lady Fredericka Loewego
- Orfeusz w piekle Jacques’a Offenbacha
- Pretty Woman Bryana Adamsa i Jim Vallance
- Sen nocy (nie)letniej (na motywach Snu nocy letniej Williama Szekspira)
- Skrzypek na dachu Jerry’ego Bocka
- Wesoła wdówka Franza Lehára
- Wielka księżna Gerolstein Jacques’a Offenbacha
- Zemsta nietoperza Johanna Straussa
- Zorro Zbigniewa Krzywańskiego